# Хойлмэн, Брэд
Брэд Мэдисон Хойлмэн (англ. Brad Madison Hoylman; род. 27 октября 1965, Финикс, штат Аризона) — американский политик-демократ из Нью-Йорка. Впервые был избран в 2012 году. Хойлман представляет 27-й округ в Сенате штата Нью-Йорк.

## Биография
Брэд Хойлмэн родился в Финиксе, штат Аризона, и вырос в Льюисбурге, штат Западная Вирджиния, младшим из шести детей учителя государственной школы и аналитика технологических систем. Он учился в университете Западной Вирджинии, где был избран президентом студенческой администрации и окончил его с отличием. Он был членом Phi Beta Kappa и получил стипендию Трумэна. Затем он учился в Оксфордском университете по стипендии Родса и получил степень магистра политических наук. После этого он окончил Гарвардскую юридическую школу (англ. Harvard Law School), а затем начал свою некоммерческую карьеру в сфере доступного жилья.
Хойлмэн занимал должность главного юрисконсульта в организации «Партнерство для Нью-Йорка» (англ. The Partnership for New York City), которая представляет деловое руководство Нью-Йорка и его крупнейших работодателей частного сектора. Хойлмэн также был председателем «Community Board 2 на Манхэттене» и лидером демократического округа 66-го округа Ассамблеи, часть A. Он также является попечителем «Общество общественного обслуживания Нью-Йорка» (англ. Community Service Society of New York), бывшим президентом Независимых демократов геев и лесбиянок и бывшим членом правления «Empire State Pride Agenda», «Tenants & Neighbors», «Class Size Matters» и «Citizen Action».
В 2001 году Хойлмэн баллотировался в городской совет Нью-Йорка в первом округе который включает Губернаторский остров и часть Нижнего Манхэттена. Он занял второе место в гонке из семи кандидатов, проиграв Алану Герсону.

## Сенат Нью-Йорка
11 июня 2012 года Хойлмэн выдвинул свою кандидатуру в 27-й округ Сената штата Нью-Йорк, претендуя на место уходящего в отставку сенатора штата Тома Дуэйна. Он получил поддержку Дуэйна, а также поддержку многих местных политиков и профсоюзов. На демократических первичных выборах, состоявшихся 13 сентября 2012 года, он легко одержал победу, набрав 70% голосов при трёх кандидатах. Активист и владелец бара "Адская кухня" Том Греко был его ближайшим конкурентом, набрав 24% голосов. На всеобщих выборах в ноябре он не встретил сопротивления. Хойлмэн выиграл демократические первичные и всеобщие выборы в 2014 2016, и 2018 годах. По состоянию на 2019 год Хойлмэн является единственным открытым геем в Сенате штата Нью-Йорк.
В декабре 2016 года Хойлмэн стал автором закона, известного как «Закон о единообразном обнародовании налоговых деклараций», запрещающего избирателям штата Нью-Йорк голосовать за кандидата в президенты, который не обнародовал налоговые декларации по крайней мере за 5 лет не позднее чем за 50 дней до всеобщих выборов. Законодатели в 25 других штатах последовали этому примеру, подготовив законы, обязывающие кандидатов в президенты обнародовать свои налоговые декларации. Онлайн-петиция Change.org в поддержку законопроекта Хойлмэна набрала почти 150 000 подписей, а сама идея получила высокую оценку редакции The New York Times.
После промежуточных выборов 2018 года Хойлмэн был назначен председателем судебного комитета Сената. В составе большинства Хойлмэн принял несколько законодательных актов, включая «Закон о жертвах среди детей», «Закон о недискриминации гендерного самовыражения», а также запрет на так называемую «конверсионную терапию геев». Хойлман также принял закон «TRUST Act», который позволит определённым комитетам Конгресса осуществлять надзор путём проверки налоговых деклараций высших должностных лиц штата Нью-Йорк; члены Конгресса предположили, что это может позволить комитетам Конгресса проверять налоговые декларации Дональда Трампа. City & State, нью-йоркская организация политических новостей, охарактеризовала Хойлмэна как «человека, стоящего за прогрессивными законопроектами Сената штата».

## Личная жизнь
Брэд Хойлмэн и Дэвид Сигал объявили о своём браке в 2013 году. Они живут со своими двумя дочерьми, Сильвией и Люси, в Гринвич-Виллидж. Хойлмэн - еврей.